# Le Lion et le Chasseur
Le Lion et le Chasseur est la deuxième fable du livre VI de Jean de La Fontaine situé dans le premier recueil des Fables de La Fontaine, édité pour la première fois en 1668.
La source de cette fable est l'apologue "Le bouvier et le lion" d’Ésope et "Le chasseur poltron et le bûcheron" de Babrias (Babrius).

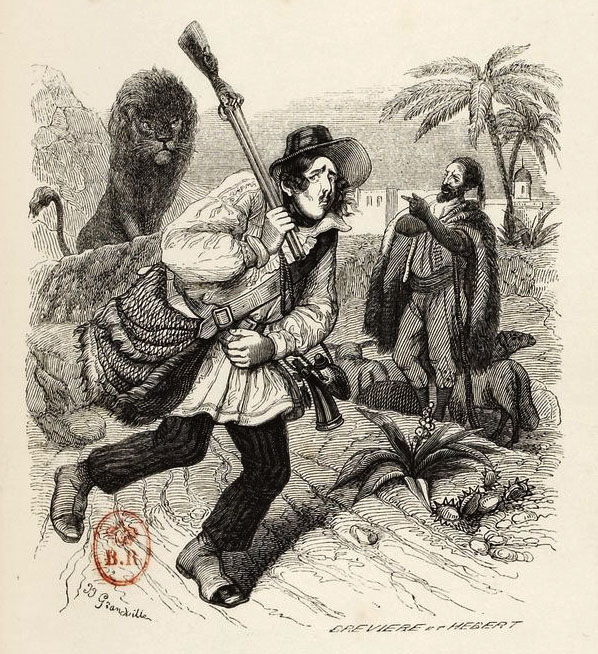
Dessin de Grandville (1838-1840)

## Texte
... C'est  ainsi que l'a dit le principal auteur ;

               Passons à son imitateur.(1)
Un fanfaron, amateur de la chasse,

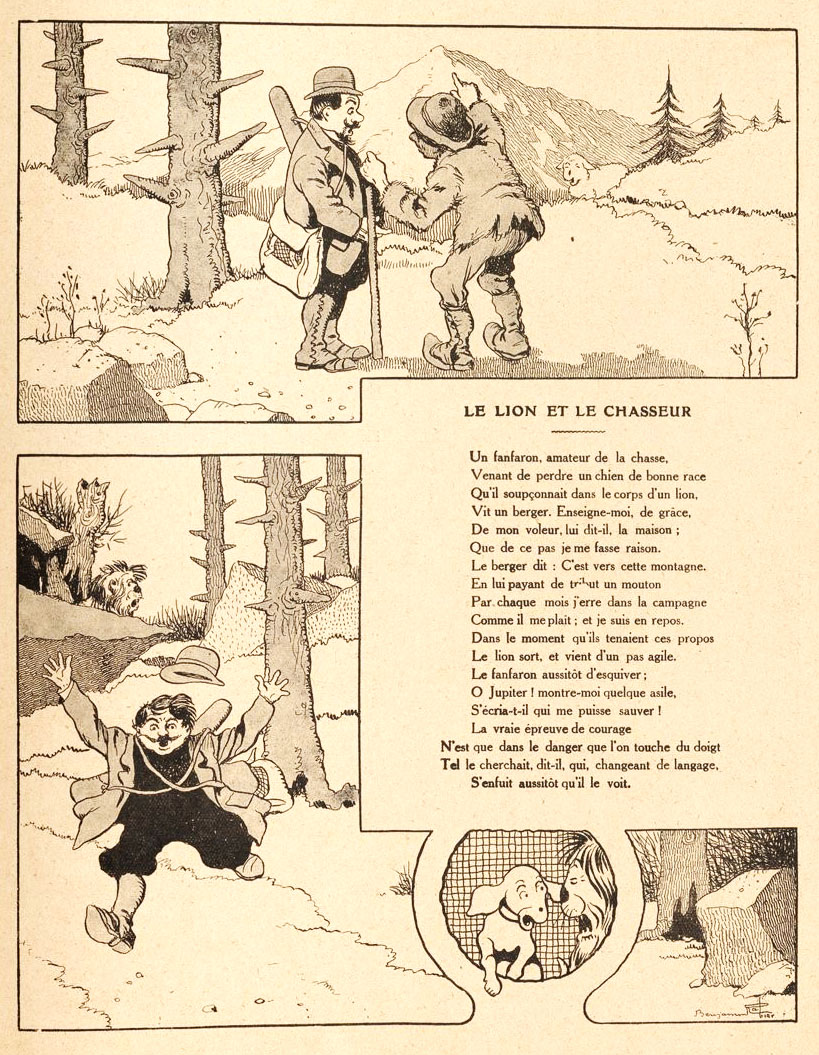
Illustration de Benjamin Rabier (1906)

Venant de perdre un chien de bonne race 

Qu’il soupçonnait dans le corps d’un Lion, 

Vit un berger. « Enseigne-moi, de grâce, 

De mon voleur, lui dit-il, la maison, 

Que de ce pas je me fasse raison. » 

Le berger dit : « C’est vers cette montagne. 

En lui payant de tribut un mouton 

Par chaque mois, j’erre dans la campagne 

Comme il me plaît ; et je suis en repos. » 

Dans le moment qu’ils tenaient ces propos, 

Le Lion sort, et vient d’un pas agile. 

Le fanfaron aussitôt d’esquiver : 

« Ô Jupiter, montre-moi quelque asile, 

S’écria-t-il, qui me puisse sauver ! » 

La vraie épreuve de courage 

N’est que dans le danger que l’on touche du doigt : 

Tel le cherchait, dit-il, qui, changeant de langage, 

S’enfuit aussitôt qu’il le voit.
— Jean de La Fontaine, Fables de La Fontaine, Le Lion et le Chasseur
Vocabulaire
(1) L'auteur est Ésope et l'imitateur est Babrias